# Шаталовка (Сєверний район)
Шата́ловка (рос. Шаталовка) — присілок у складі Сєверного району Оренбурзької області, Росія.

## Населення
Населення — 33 особи (2010; 49 у 2002).
Національний склад (станом на 2002 рік):
- росіяни — 98 %